# Liverpool Arena
A Liverpool Arena, conhecida por motivos de patrocínio como M&S Bank Arena, e anteriormente Echo Arena, é uma arena coberta multiuso no centro da cidade de Liverpool, Inglaterra. O local recebe música ao vivo, apresentações de comédia e eventos esportivos, e faz parte do campus de eventos de Liverpool ACC Liverpool – uma arena interconectada, centro de exposições e convenções. O local atende a uma população regional de 2,5 milhões de pessoas e mais de 6,6 milhões em todo o noroeste da Inglaterra. Comportando 11 mil assentos, foi palco dos MTV Europe Music Awards de 2008 e do Festival Eurovisão da Canção 2023.